# Economia della Guyana

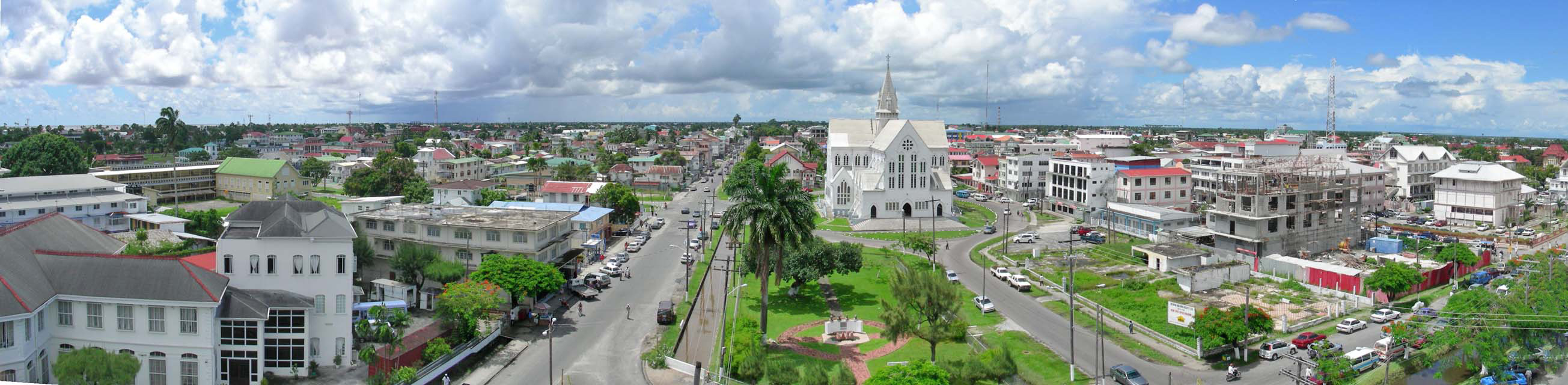
Georgetown è il principale centro economico e commerciale della Guyana.

L'economia della Guyana è una delle economie in più rapida crescita al mondo, con una crescita del prodotto interno lordo (PIL) del 19,9% nel 2021. Nel 2024, la Guyana aveva un prodotto interno lordo pro capite (parità di potere d'acquisto) di 80.137 dollari e un crescita media del PIL del 4,2% nel decennio precedente. L'economia del paese sudamericano ha ricevuto notevoli impulsi nel 2015 con la scoperta di un giacimento petrolifero offshore nelle acque del paese a circa 190 km da Georgetown, che ha effettuato il primo prelievo di petrolio greggio di qualità commerciale nel dicembre 2019, inviandolo all'estero per la raffinazione.

## Agricoltura e allevamento e pesca

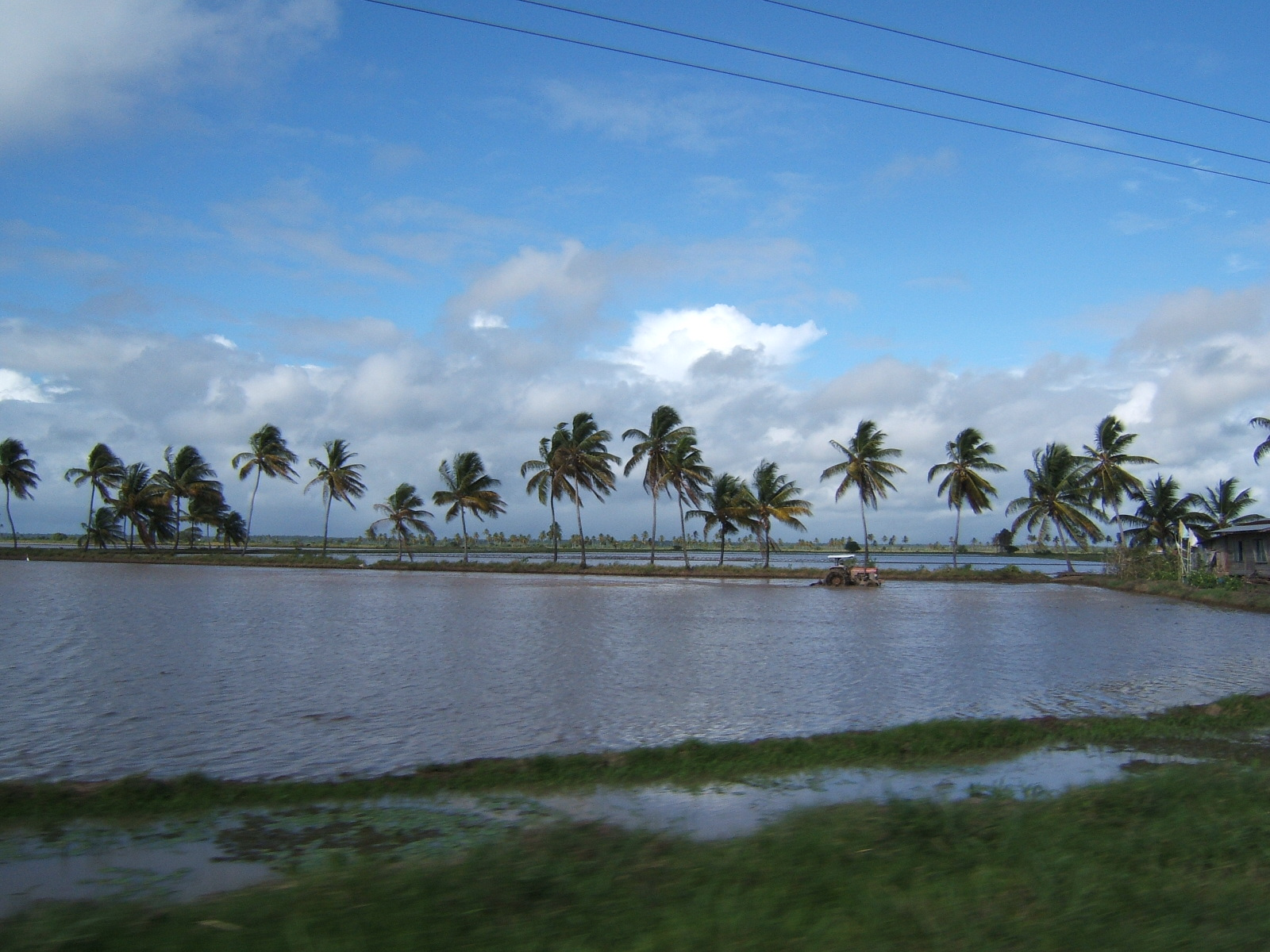
Risaia in Guyana.

Lo zucchero è il prodotto storicamente più importante della Guyana, tuttavia l'industria è in declino a causa della concorrenza globale e di altri fattori. Rimane comunque un'importante esportazione, insieme ai prodotti correlati come melassa e rum. Banks DIH e Demerara Distilleries sono le uniche distillerie del paese, ma la Guyana è il 14° esportatore di rum al mondo.
Nel 2018, la Guyana ha prodotto 1,2 milioni di tonnellate di canna da zucchero, 964 mila tonnellate di riso, 136 mila tonnellate di cocco, oltre a produzioni minori di altri prodotti agricoli, come melanzane (47 mila tonnellate), ananas (34 mila tonnellate), pepe nero (37 mila tonnellate), banane (23 mila tonnellate), arance (21 mila tonnellate), manioca (20 mila tonnellate).
La maggior parte del pescato viene consumata localmente, ma esiste un considerevole mercato di esportazione per i gamberi oceanici. La pesca commerciale è prevalentemente marina, poiché la pesca nelle acque interne è in gran parte attribuita alla pesca di sussistenza praticata dagli amerindi.

## Industria

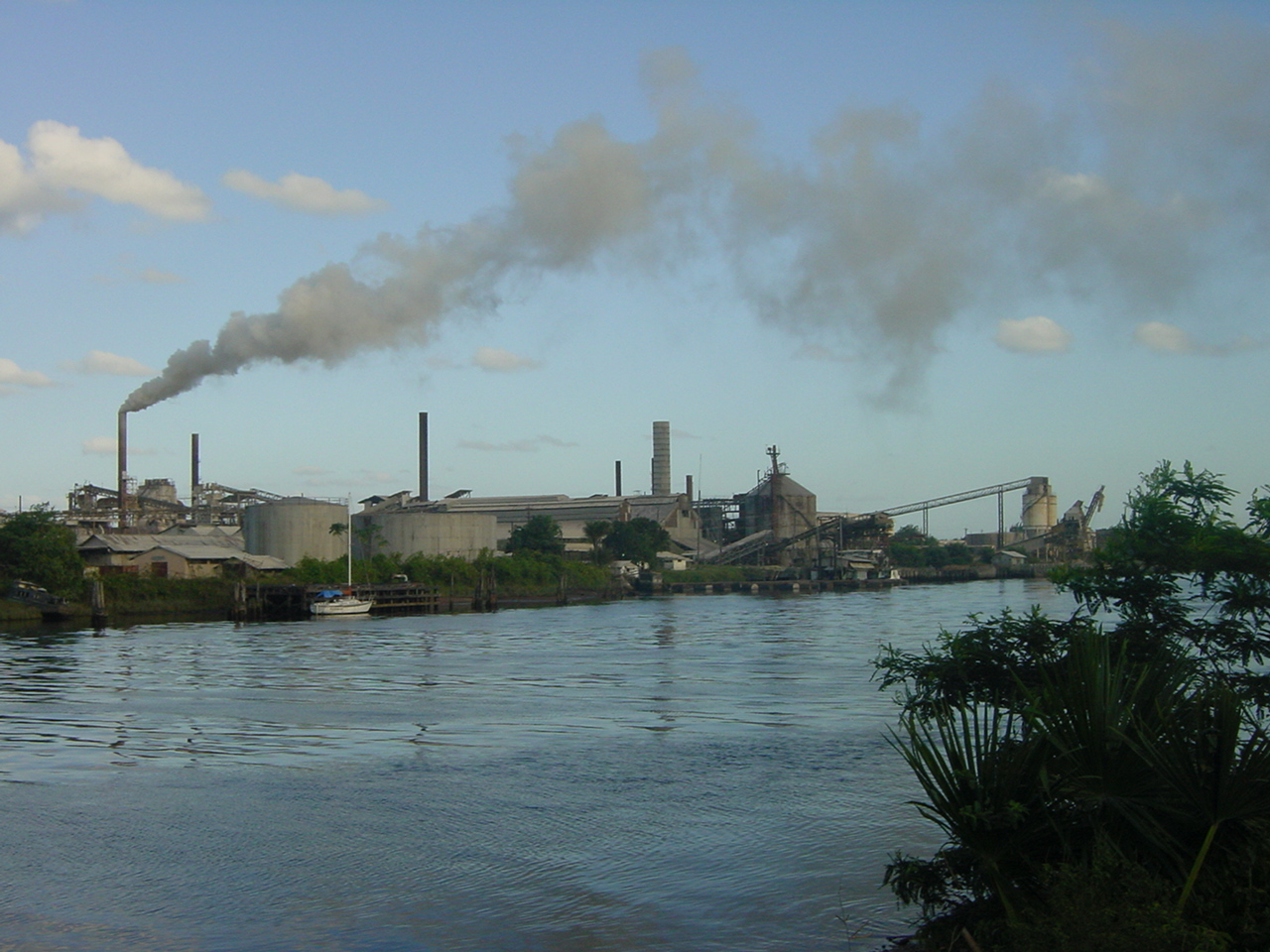
Miniera di Bauxite in Guyana

Negli ultimi anni, l'attività mineraria ha superato l'importanza economica dello zucchero, rappresentando una quota considerevole del PIL della Guyana. Le attività estrattive su larga scala di oro e bauxite sono tutte di proprietà straniera, ma la maggior parte dell'estrazione di oro e diamanti è svolta da minatori di piccola e media dimensione.
Negli anni 2010, le significative scoperte di petrolio offshore da parte di Exxon hanno rinnovato l'interesse per gli investimenti stranieri nel Paese. Una stima del 2018 prevede che i giacimenti petroliferi della Guyana contengano oltre 3,2 miliardi di barili. L'estrazione di petrolio greggio offshore è iniziata nel 2019.
Nel 2024, la produzione di petrolio in Guyana è salita a circa 645.000 barili al giorno (bpd), segnando un aumento significativo rispetto ai 98.000 bpd del primo anno di produzione. La Guyana ha aumentato la produzione di petrolio greggio di una media annua di 98.000 bpd dal 2020 al 2023, diventando il terzo paese produttore non-OPEC in più rapida crescita in questo periodo. L'espansione di questo settore ha contribuito in modo significativo all'economia nazionale, con l'industria petrolifera che ha trainato una crescita del PIL del 62,3% nel 2022, la più alta a livello globale secondo il FMI. Guardando al futuro, la Guyana prevede di aumentare ulteriormente la sua capacità produttiva a circa 1,3 milioni di barili al giorno entro il 2027 attraverso lo sviluppo di nuovi progetti come Yellowtail, Uaru e Whiptail.
Nel dicembre 2024, la Guyana è diventata il terzo produttore di petrolio pro capite al mondo.
Nel primo trimestre del 2025, il Fondo per le Risorse Naturali (NRF) della Guyana ha ricevuto 605,5 milioni di dollari di ricavi petroliferi, inclusi sette pagamenti di profitti petroliferi e un pagamento di royalty. Questi pagamenti riguardavano il petrolio prodotto da gennaio a marzo 2025, con due pagamenti relativi agli aumenti di dicembre 2024. Nonostante l'aumento della produzione giornaliera, si prevede che i profitti del Paese diminuiranno a causa di un calo previsto del 10,9% dei prezzi del petrolio, stimati a 71,9 dollari al barile per il 2025. Nel 2024, la produzione petrolifera della Guyana è cresciuta del 57,7%, producendo 225,4 milioni di barili e generando 2,6 miliardi di dollari di ricavi. In base all'accordo di condivisione della produzione del 2016, la Guyana riceve una quota del 2% del petrolio venduto e una quota del 12,5% sugli utili al netto delle spese di ExxonMobil. Il Paese è inoltre previsto per 246 estrazioni petrolifere nel 2025.

## Servizi e terziario
La Banca della Guyana è l'autorità bancaria centrale del paese. È l'unica entità responsabile della stampa di moneta in Guyana, ma prima della sua costituzione nel 1965, le banconote venivano stampate anche dalle banche commerciali e dal governo. Sono stati elaborati, in collaborazione con la Banca Mondiale, piani per un sistema di pagamento nazionale che modernizzerà le comunicazioni interbancarie.
La Guyana Stock Exchange (GSE) è una borsa valori situata a Georgetown. Elenca 15 società registrate e le contrattazioni avvengono ogni lunedì tramite passaparola nella sala contrattazioni, supportato da un trading elettronico. La Borsa della Guyana è gestita dalla Guyana Association of Securities Companies and Intermediaries Inc. (GASCI) ed è regolamentata dal Guyana Securities Council. La capitalizzazione di mercato delle azioni locali a novembre 2021 era di 568.639.217.573 GYD (2,72 miliardi di dollari USA).
Le prime negoziazioni hanno avuto luogo il 30 giugno 2003 con 12 società iscritte nel registro. Nel 2007, Trinidad Cement Ltd di Trinidad e Tobago è stata la prima azienda a essere quotata ufficialmente alla GSE, nonché la prima azienda non guyanese a registrarsi in borsa, sebbene da allora sia stata ritirata dalla quotazione. 

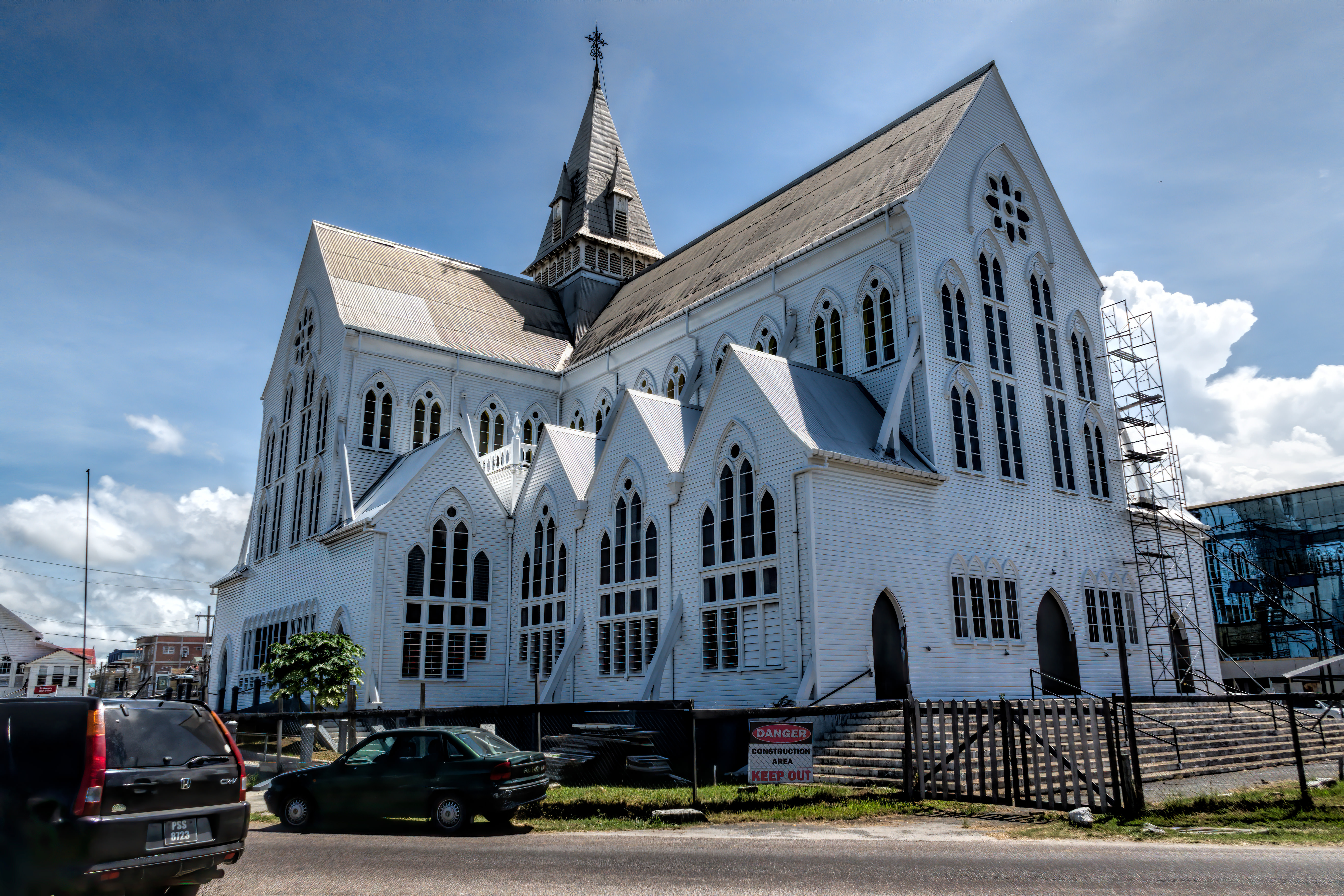
Cattedrale di San Giorgio.

Il turismo in Guyana è un settore emergente rispetto ad altri paesi dei Caraibi e 287.000 turisti nel 2018 sono arrivati in Guyana. Il turismo si concentra principalmente sull'ecoturismo e sulle strutture ricettive per viaggiatori d'affari. La Guyana ospita le Kaieteur Falls, il Monte Roraima e la St. George's Cathedral. Nel 2020, 18 aziende e 12 guide turistiche hanno ottenuto la licenza dalla Guyana Tourism Authority.. La principale attrazione per i turisti stranieri è la Foresta Amazzonica della Guyana, considerata una delle foreste più incontaminate e incontaminate del mondo. I mercati principali sono i visitatori provenienti dal Nord America e dal Regno Unito (che ospita anche una numerosa diaspora guyanese) e un certo interesse da mercati come Germania e Paesi Bassi.

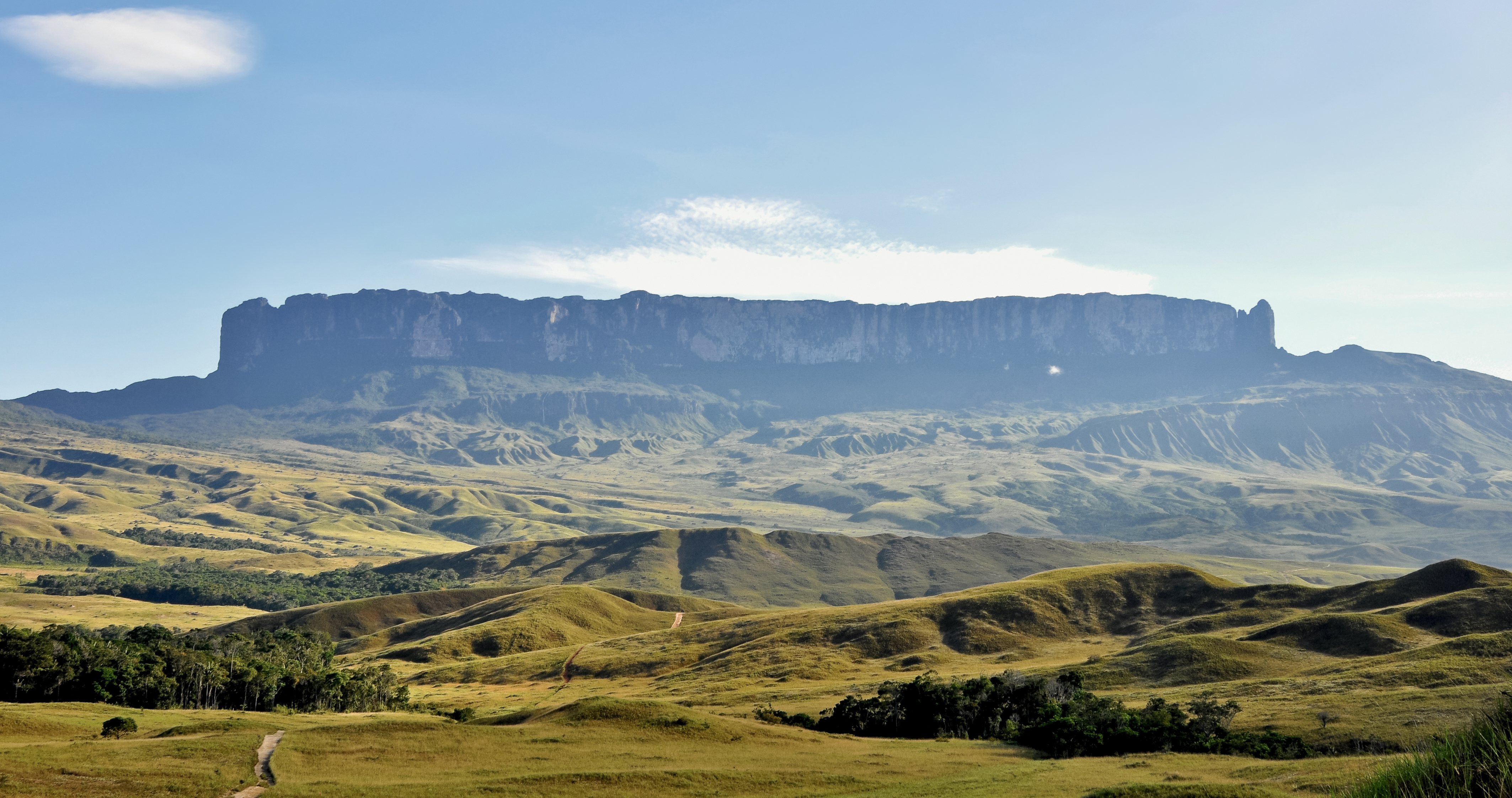
Monte Roraima

La Guyana è l'unico paese del Sud America di lingua inglese. La GTA confronta le sue pratiche con il Green Destinations Standard, un insieme di criteri oggettivi riconosciuti dal Global Sustainable Tourism Council per "misurare, monitorare e migliorare la politica di sostenibilità alla luce del crescente interesse per il turismo sostenibile". Il turismo sostenibile è un fattore chiave nello sviluppo dell'entroterra, offrendo diversità economica all'area, attraverso villaggi amerindi, come i lodge a Fiume Rewa e Surama, e l'Iwokrama International Centre for Rain Forest Conservation and Development. Il turismo è visto come un modo per creare occupazione in queste comunità remote, contrastando l'elevato tasso di migrazione da questi villaggi.
L'industria petrolifera e il suo potenziale boom di ricchezza hanno favorito lo sviluppo del settore turistico, come la costruzione di un secondo Marriott Hotel, il cui completamento è previsto per il 2023. Il COVID-19 ha danneggiato gravemente le economie dei paesi caraibici dipendenti dal turismo, ma la Guyana, come Trinidad e Tobago, continua a crescere grazie alla produzione di petrolio.